# آدم سيكورا
آدم سيكورا (بالبولندية: Adam Sikora)‏ (و. 1960 – م) هو مصور سينمائي، ورسام من بولندا.

## وصلات خارجية
- آدم سيكورا على موقع IMDb (الإنجليزية)
- آدم سيكورا على موقع ألو سيني (الفرنسية)
- آدم سيكورا على موقع أول موفي (الإنجليزية)
- آدم سيكورا على موقع قاعدة بيانات الأفلام السويدية (السويدية)
- آدم سيكورا على موقع قاعدة بيانات الفيلم (الإنجليزية)
- آدم سيكورا على موقع كينوبويسك (الروسية)